# Robert Capa
Robert Capa (vlastním jménem Endre Friedmann) (22. října 1913, Budapešť – 25. května 1954, Thai Binh, Vietnam) byl maďarský válečný fotograf, fotožurnalista a spoluzakladatel agentury Magnum Photos. Absolvoval pět různých válek – španělskou občanskou válku v letech 1936–1939, druhou čínsko-japonskou válku, druhou světovou válku, první arabsko-izraelskou válku a válku indočínskou.

## Život
Robert Capa, vlastním jménem Endre Friedmann, se narodil v Budapešti. Jeho matka Julianna Henrietta Berkovitsová pocházela z Veľkých Kapušan na východním Slovensku. Z politických důvodů však brzy svoji vlast opustil, odjel do Berlína, kde se živil jako pomocník v temné komoře u agentury Dephot. Jeho první publikované snímky byly z Kodaně, kde fotografoval přednášku Lva Trockého. S nástupem fašistů k moci se v roce 1933 odstěhoval do Paříže. Tam se seznámil se svou pozdější ženou Gerdou Pohorylles.
Spolu vymysleli historku o slavném americkém fotografovi Robertu Capovi, který je za mořem velice uznávaným a nyní náhodně zavítal do Francie. Pseudonym používal, aby lépe prodal svoje fotografie; předstíral totiž, že je slavným americkým fotografem. Tutéž fintu využil i ve Spojených státech, kde se naopak vydával za věhlasného francouzského fotografa. Ve Francii se Capa soustředil hlavně na fotografování nepokojů a demonstrací, které provázely předvolební agitaci francouzské levicové Lidové fronty.
Dne 5. září 1936 vznikla jeho nejznámější fotografie kulkou zasaženého republikánského vojáka, který padá k zemi. Tato fotografie byla posléze označována za naaranžovanou, ale sám Capa podotýkal, že: „Nic se nemusí aranžovat, fotografie už jsou prostě tam a člověk jenom zmáčkne spoušť.“ nebo „pravda je nejlepší obraz, nejlepší propaganda“. Jedná se prý o jednu z nejpřetiskovanějších fotografií zobrazující hrůznou realitu války.
Capa proslul dalšími válečnými fotografiemi, velmi známé jsou jeho fotografie z vylodění v Normandii, které proběhlo 6. června 1944 (Den D).

### Magnum Photos
V roce 1947 založil agenturu Magnum Photos spolu s Henri Cartier-Bressonem, Davidem Seymourem, Billem Vandivertem a George Rodgererem. V roce 1951 se stal jejím prezidentem.
Dne 25. května 1954 se vydal fotografovat probíhající francouzsko-vietnamskou válku. Během ní však tragicky zahynul, když šlápl na jednu z min.
Robert Capa byl vždy v první linii, jeho snímky nebyly nikdy plné krve, spíše velmi emotivní.
| „             | Nejsou-li vaše fotografie dobré, nebyli jste dost blízko. | “ |
| — Robert Capa |                                                           |   |

| „             | Pro válečného korespondenta je nebýt přítomen invazi jako odmítnout rande s Lanou Turner. | “ |
| — Robert Capa |                                                                                           |   |

## Knihy
- Death in the Making, 1938
- The Battle of Waterloo Road, 1941
- Invasion!, 1944
- Slightly Out of Focus, Henry Holt and Co., New York, 1947
- Robert Capa: Photographs, 1996
- Heart of Spain, 1999
- Robert Capa: The Definitive Collection, 2001
- Blood and Champagne: The Life and Times of Robert Capa, 2002

## Galerie

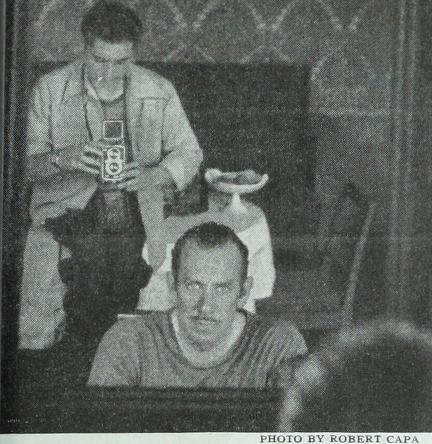
Robert Capa a John Steinbeck
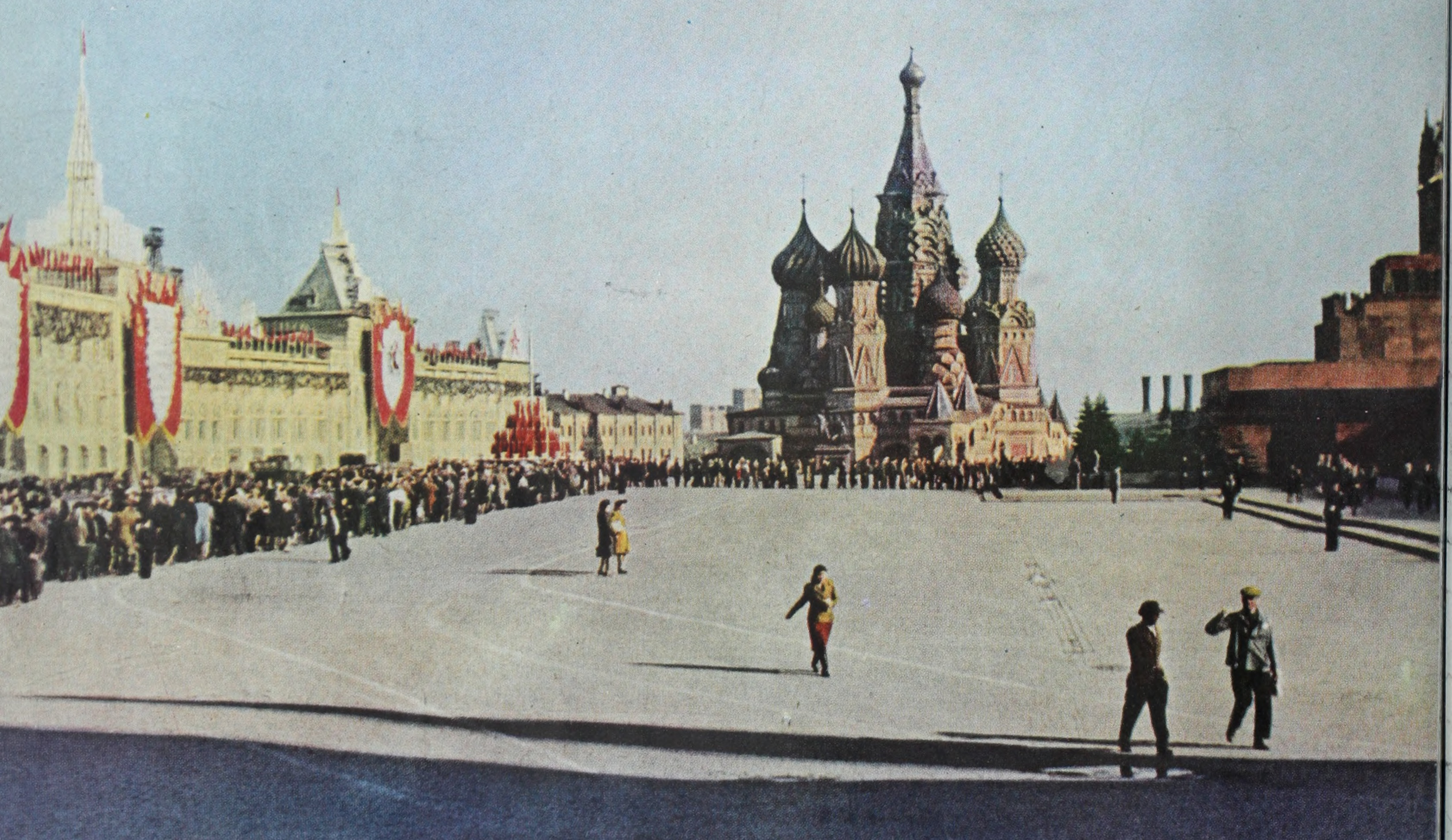
The Ladies' home journal (1948)
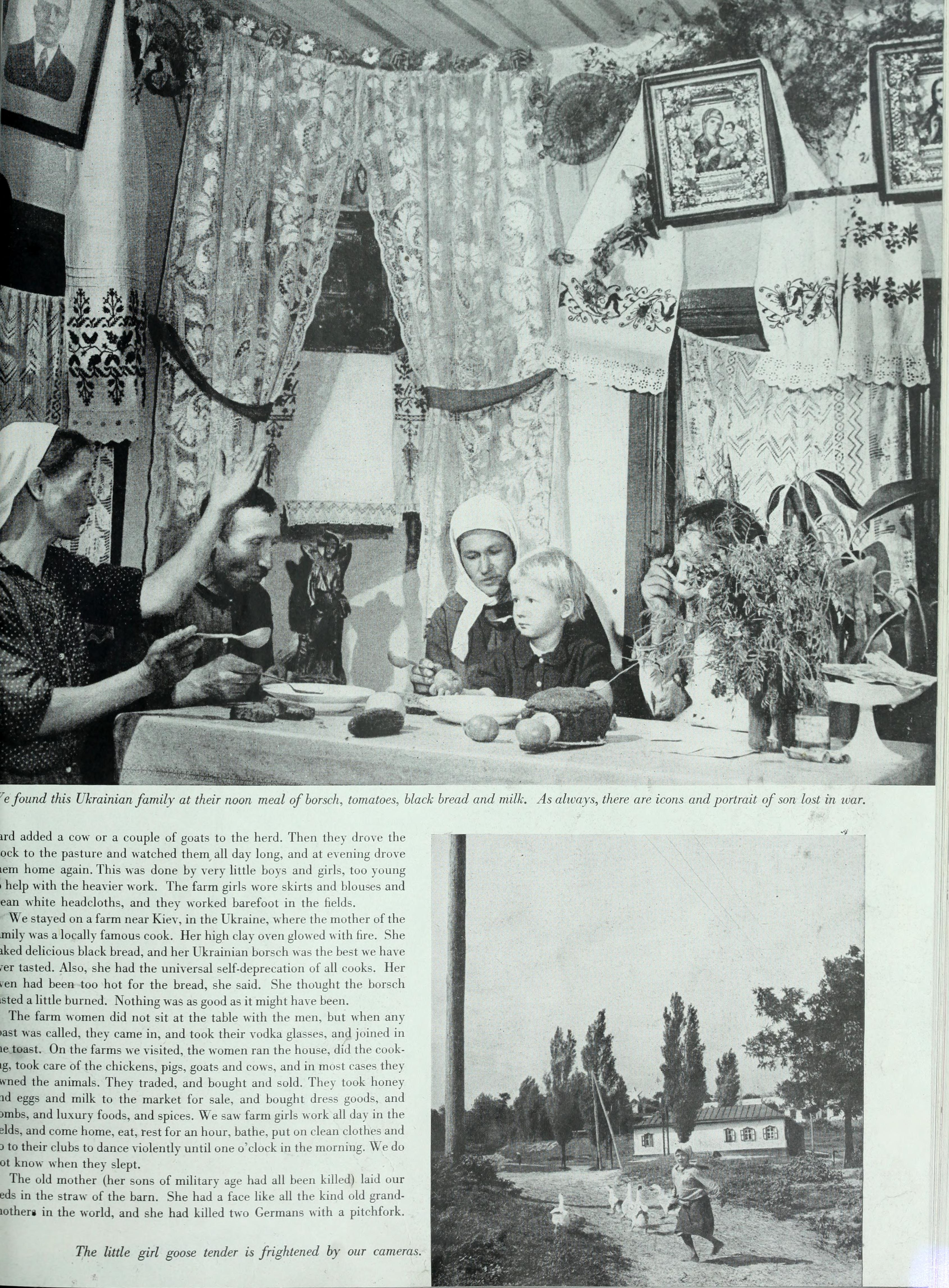
The Ladies' home journal (1948)
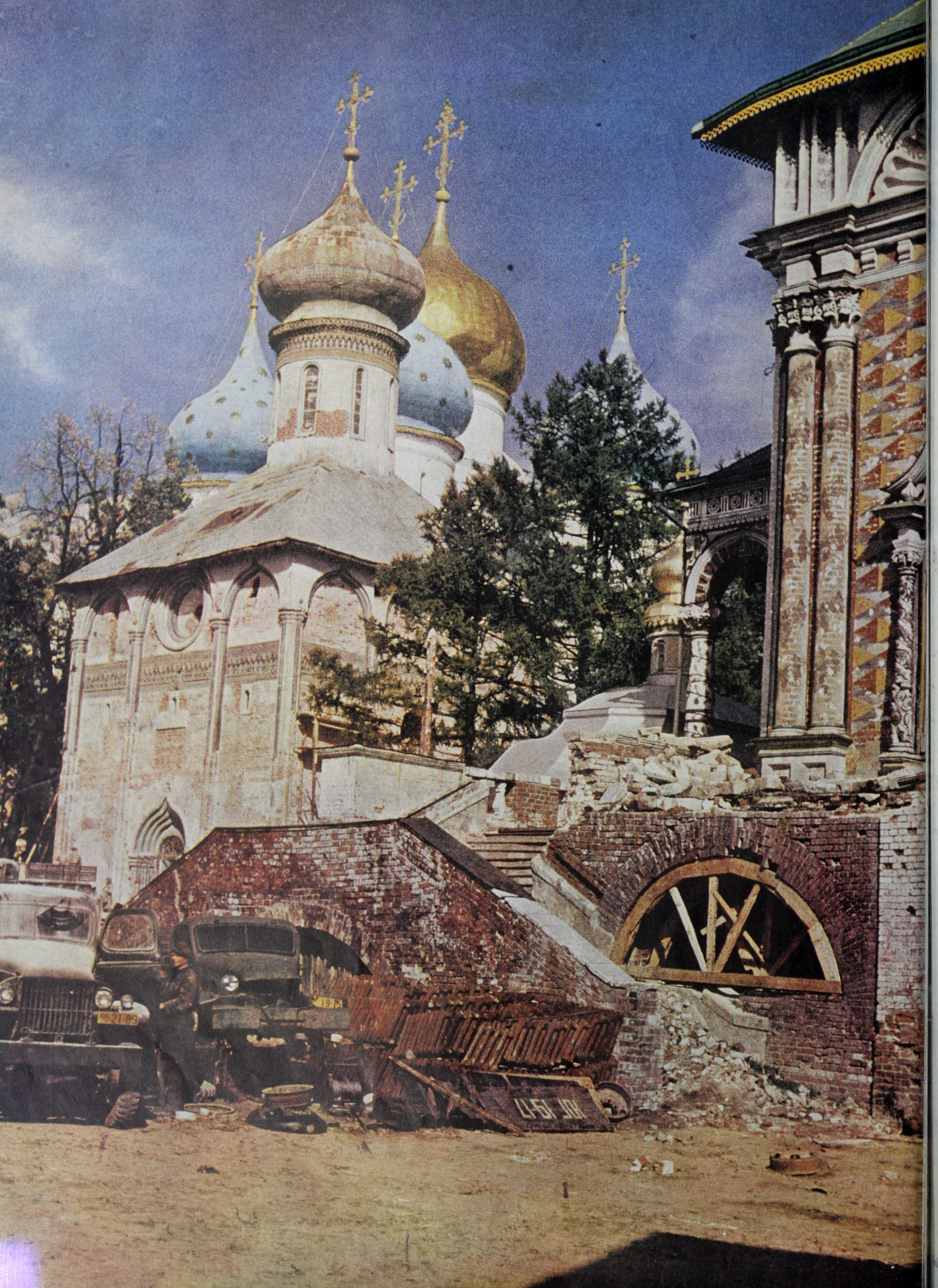
The Ladies' home journal (1948)
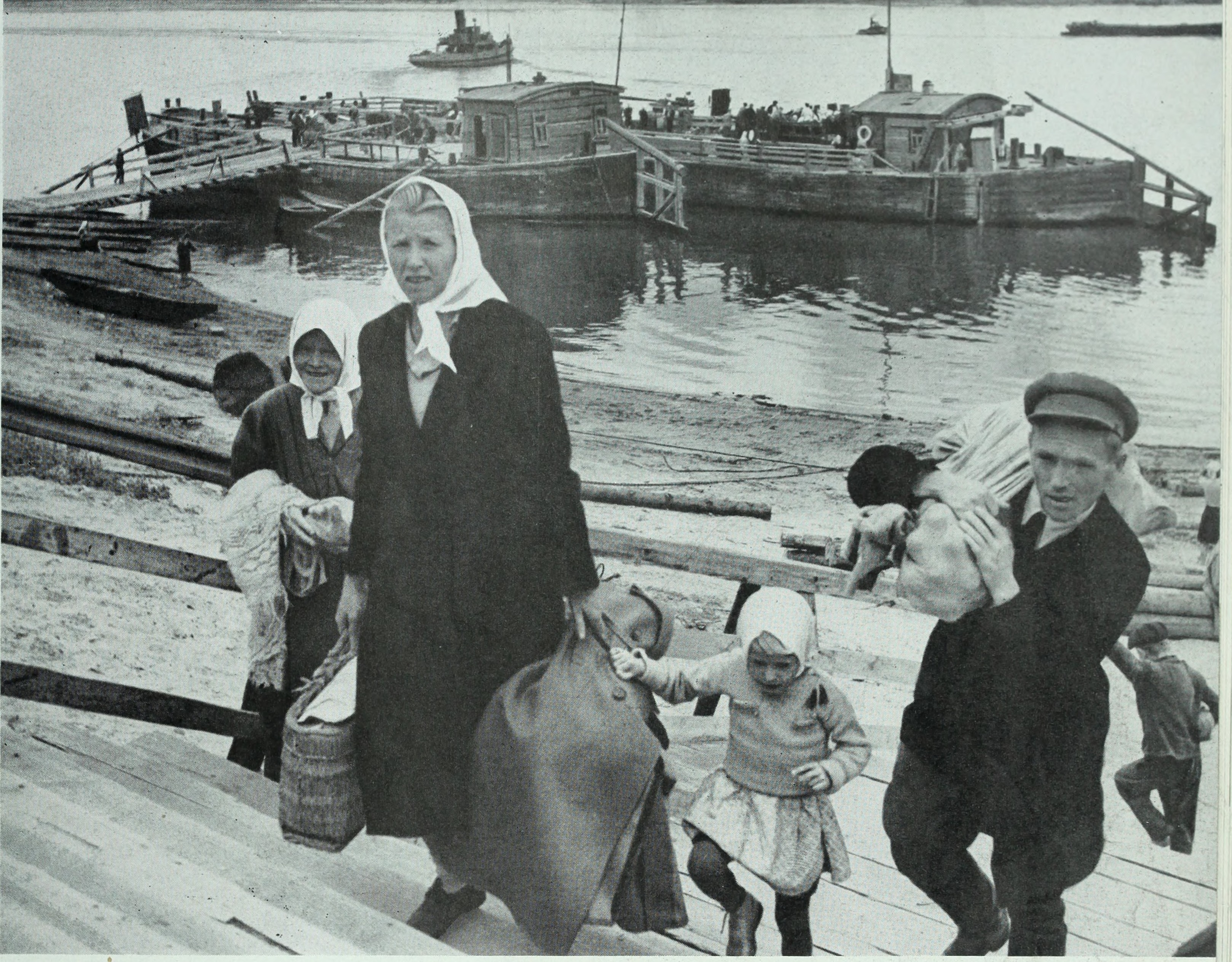
The Ladies' home journal (1948)
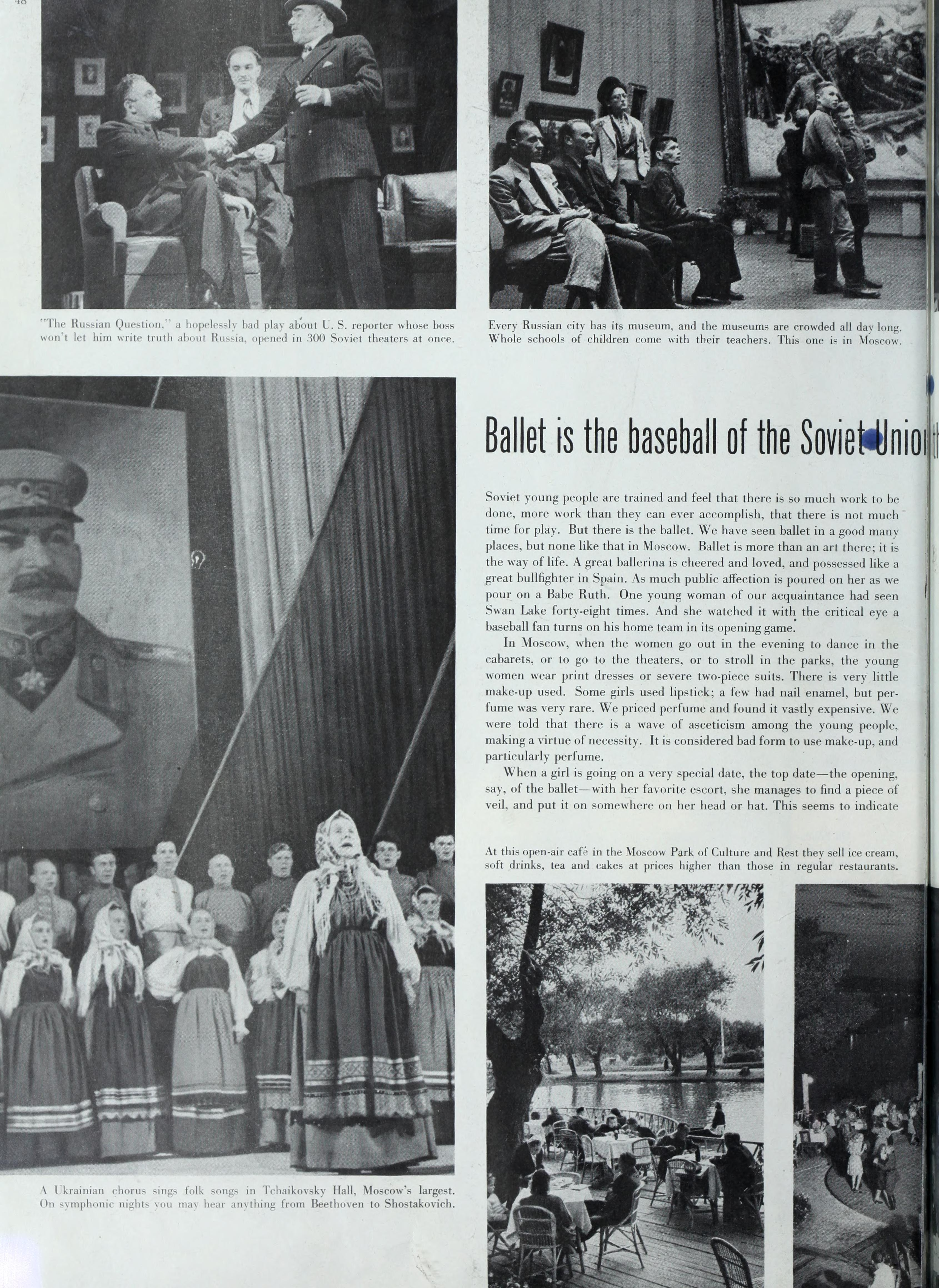
The Ladies' home journal (1948)
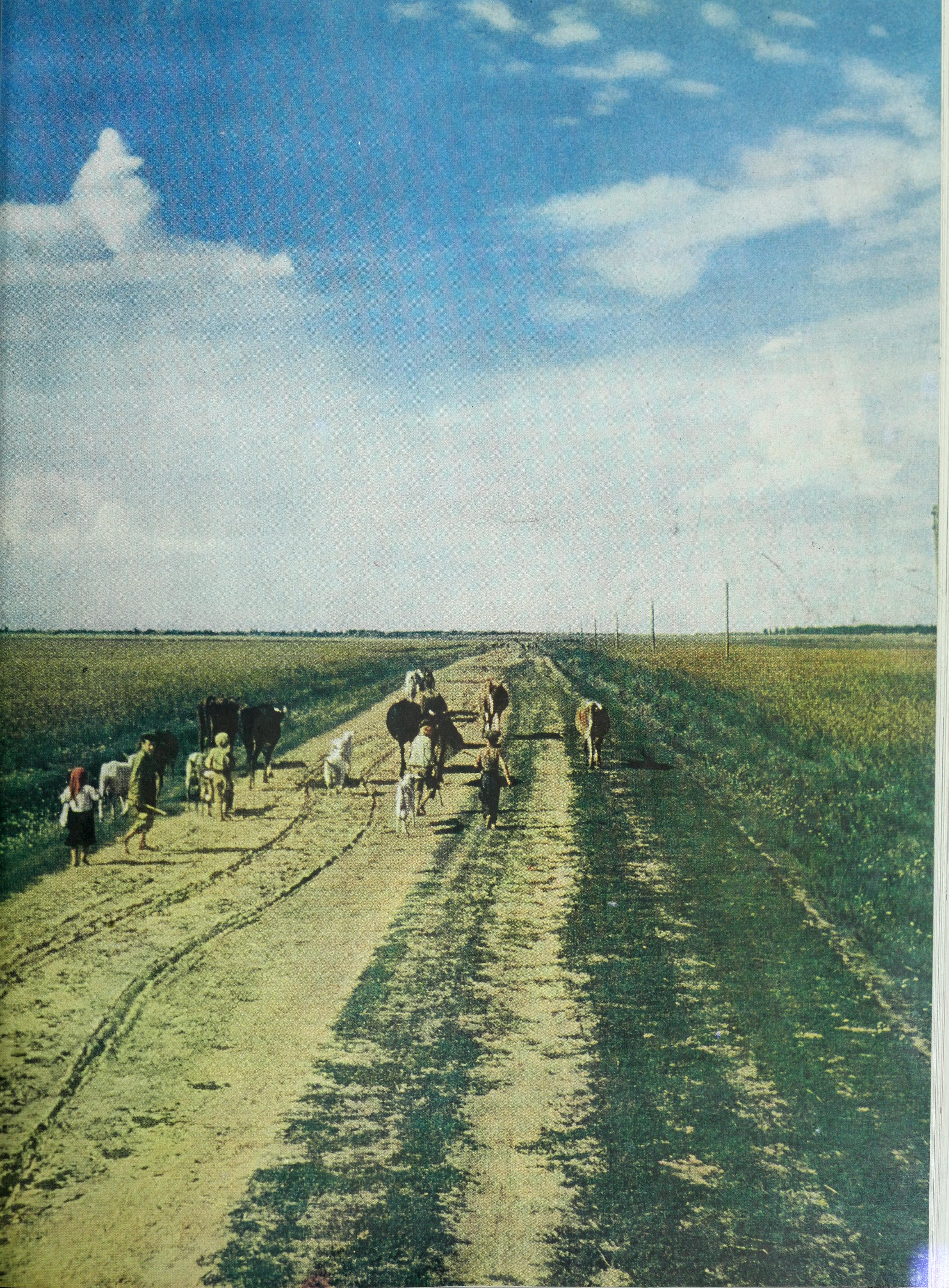
The Ladies' home journal (1948)
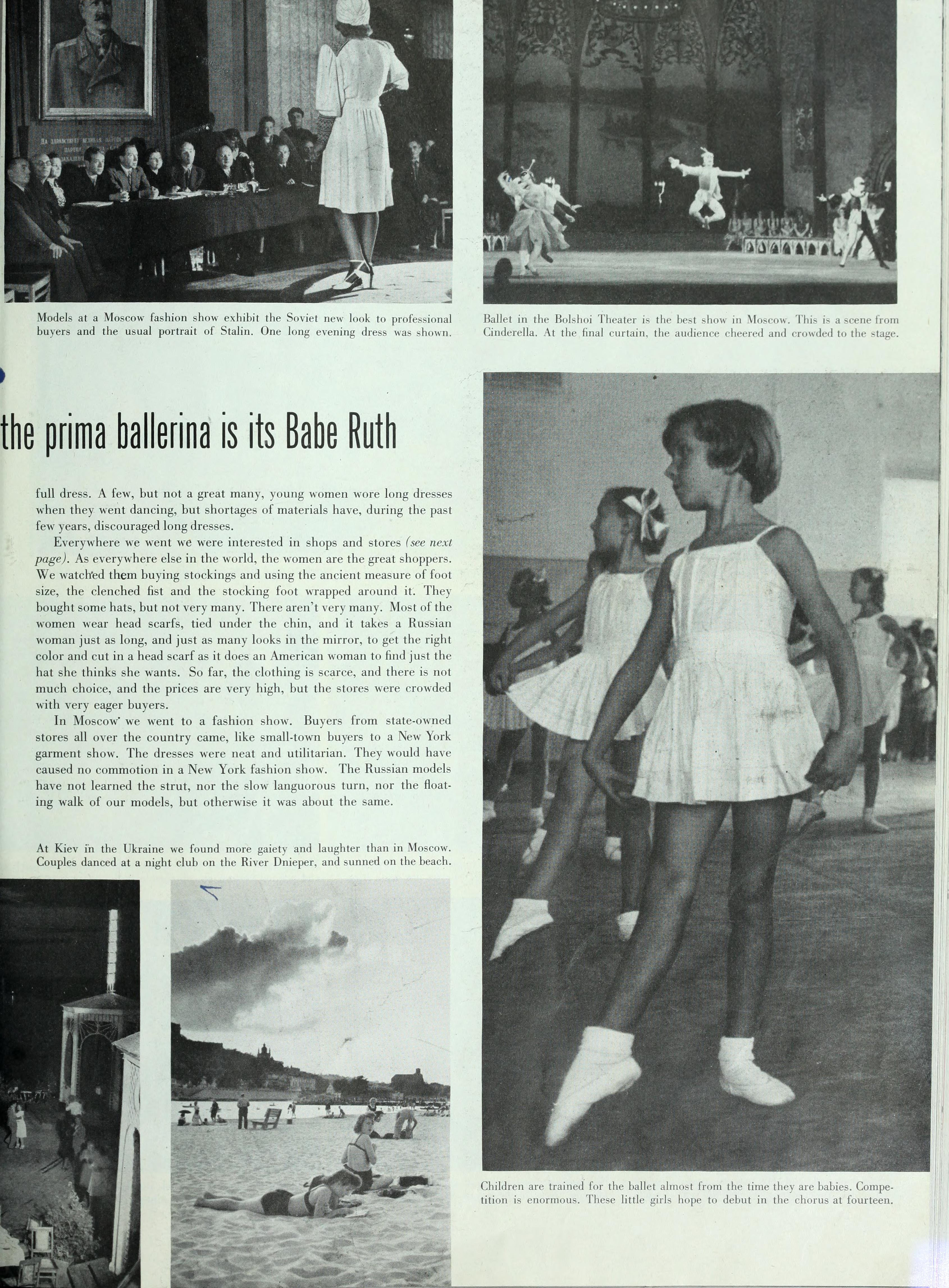
The Ladies' home journal (1948)
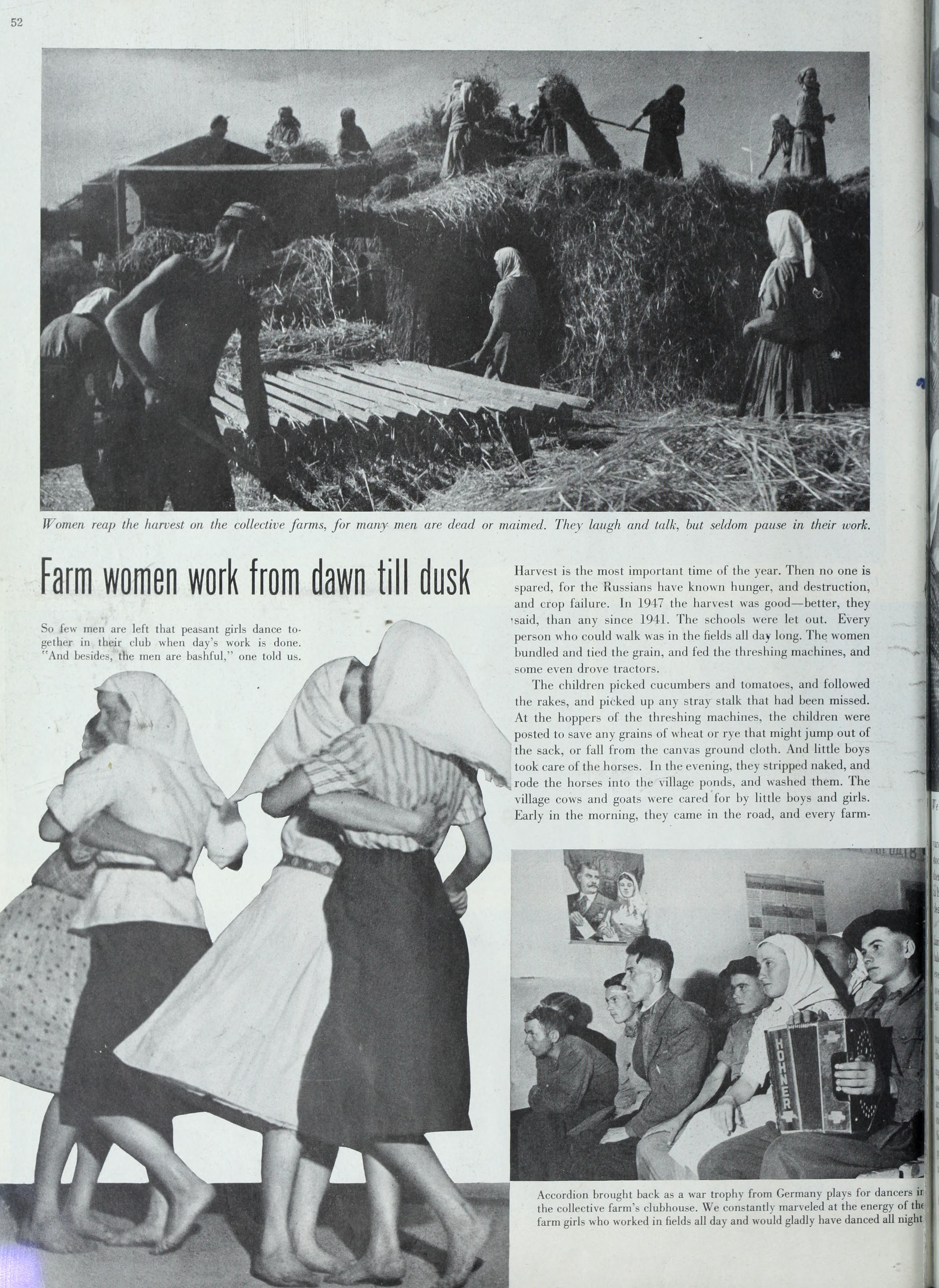
The Ladies' home journal (1948)
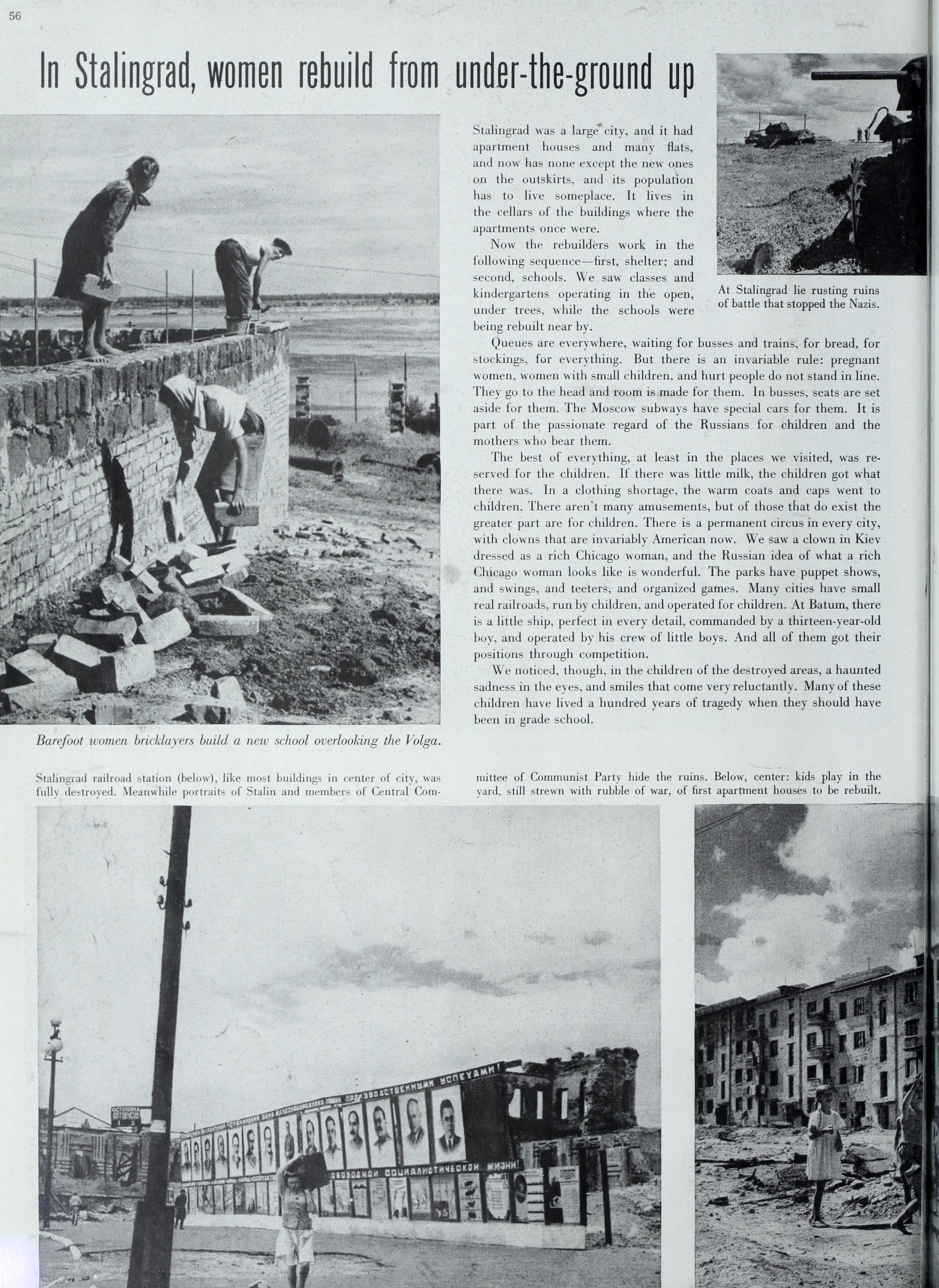
The Ladies' home journal (1948)
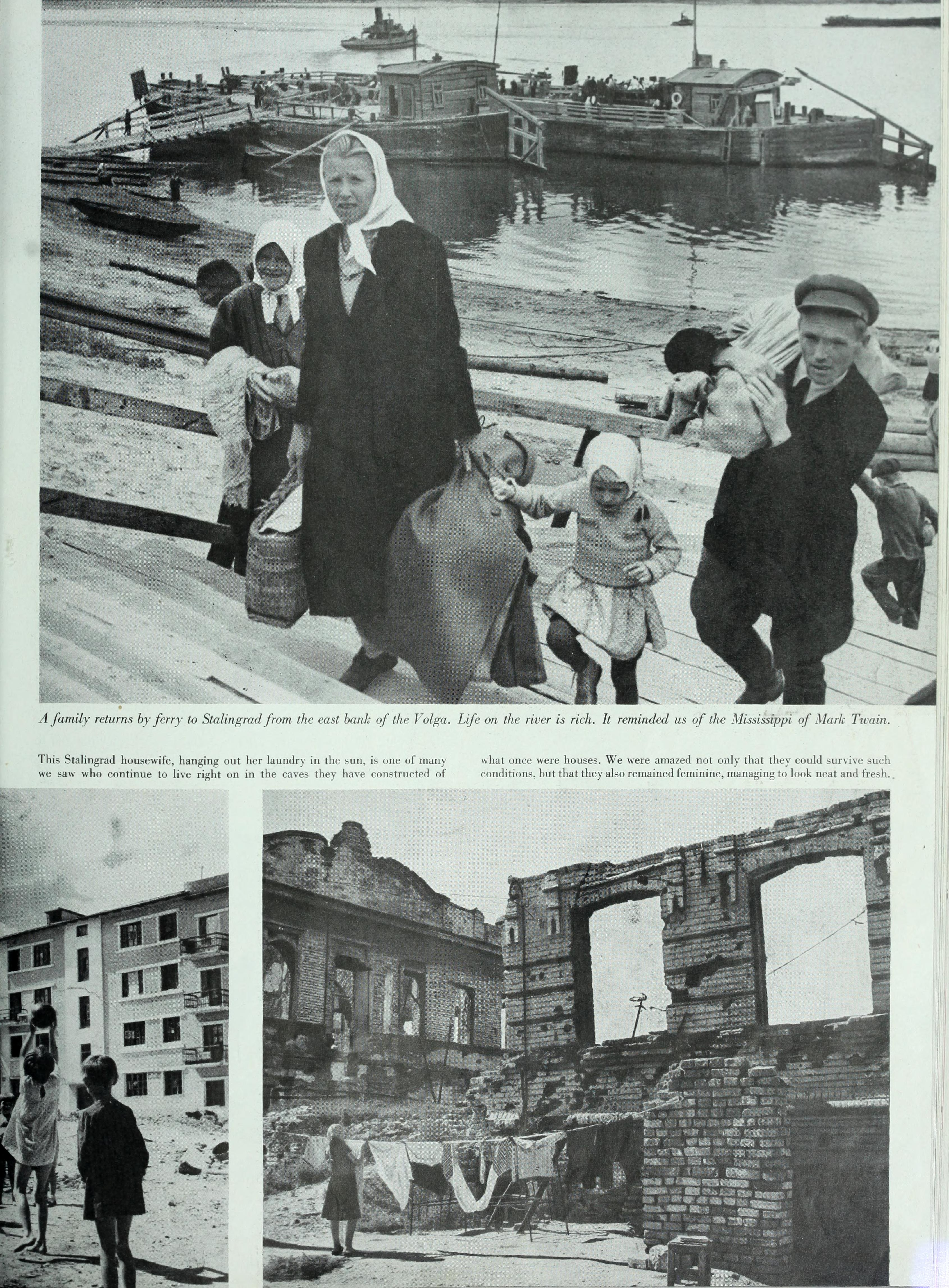
The Ladies' home journal (1948)
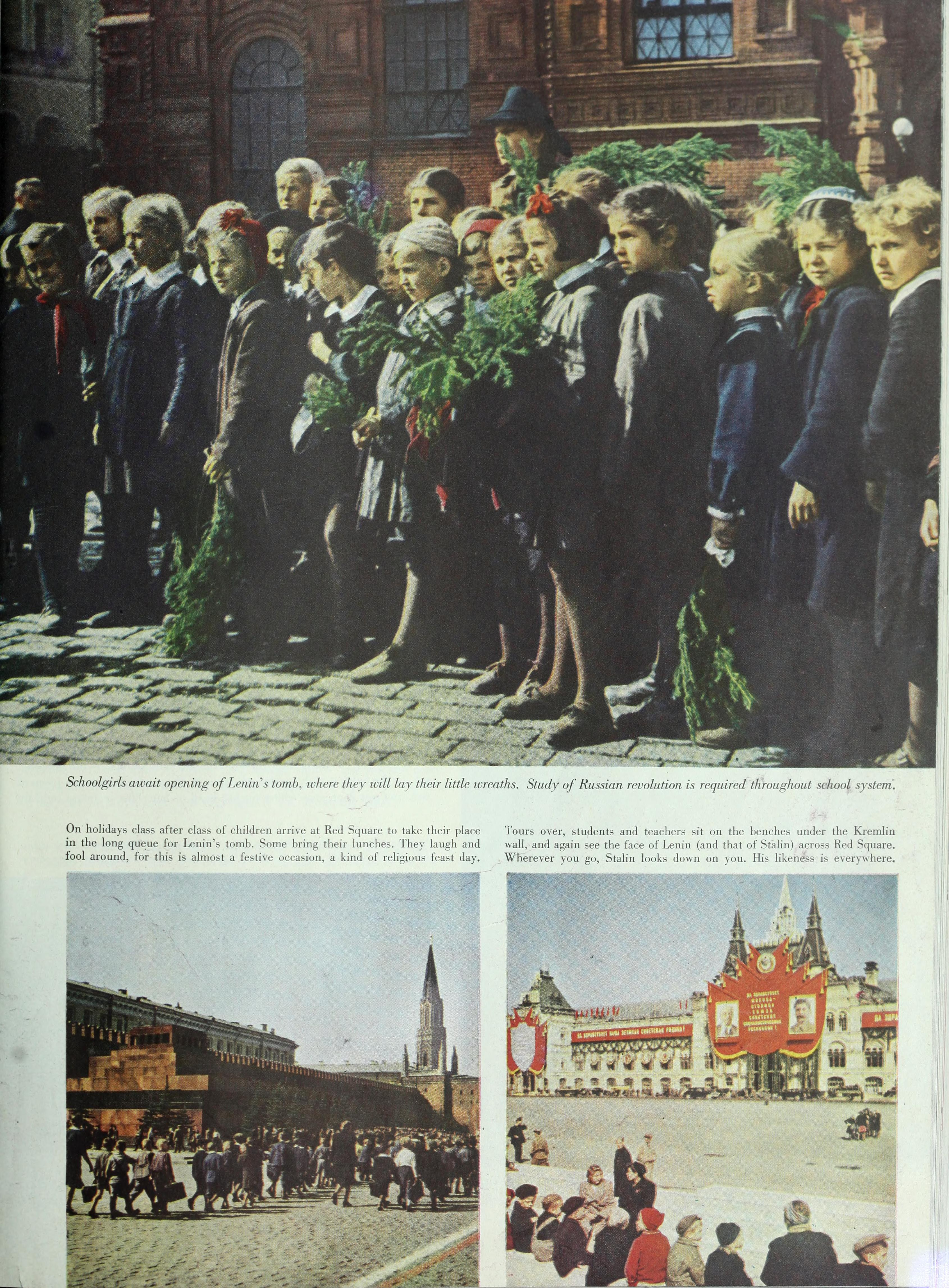
The Ladies' home journal (1948)
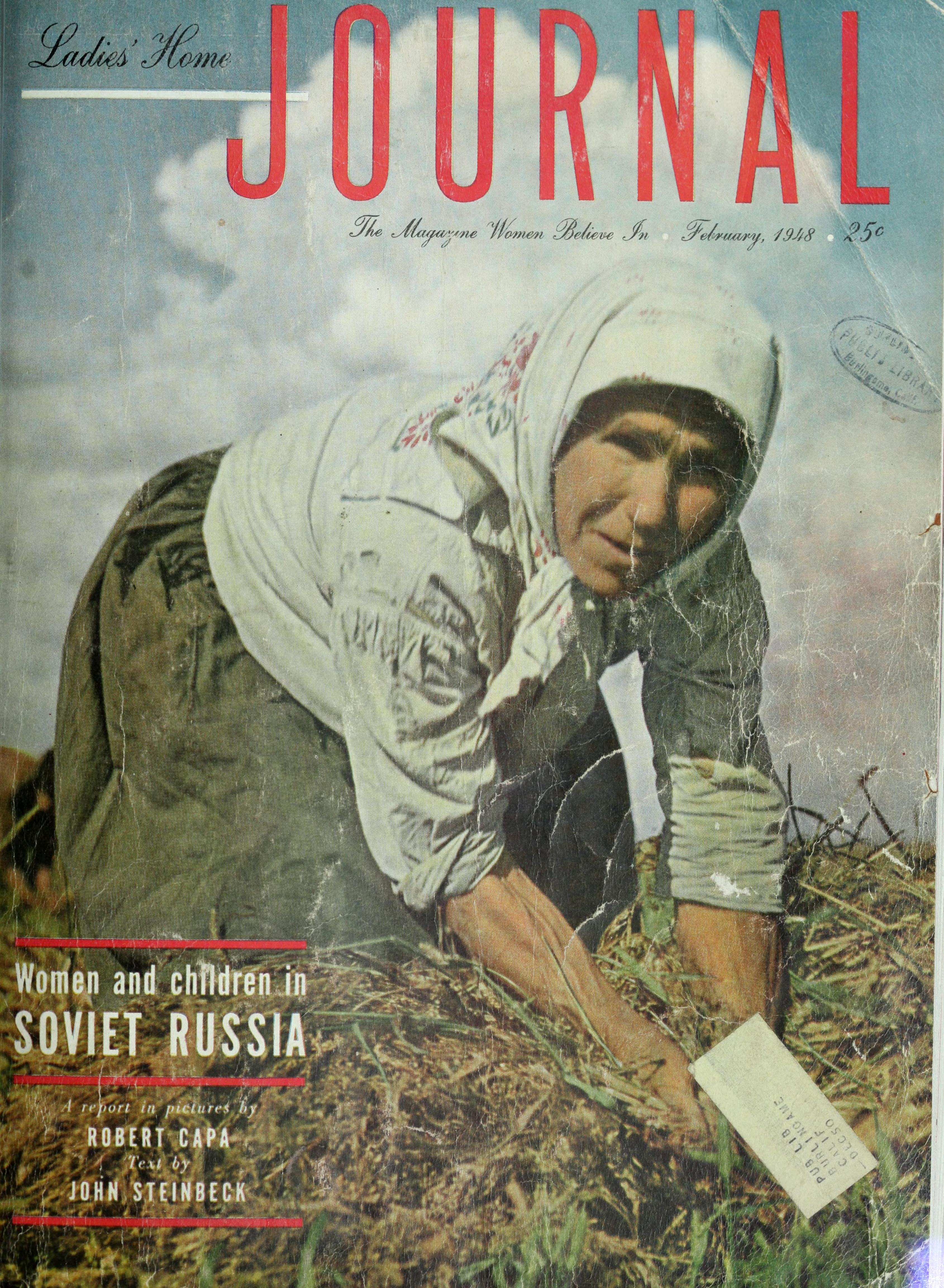
The Ladies' home journal (1948)